# پپه قورباغه
پپه قورباغه (به انگلیسی: Pepe the Frog) یک میم اینترنتی به شمایل قورباغه‌ای سبزرنگ با پیکری انسان‌نما است. پپه را نخستین بار مت فوری در کمیک بویز کلاب معرفی کرد. کم‌کم این شخصیت به یک میم اینترنتی شناخته شده در مای‌اسپیس، گایا آنلاین و ۴چن بدل شد.
قورباغهٔ پپِه در حالات گوناگونی مانند «پپهٔ غمگین»، «پپهٔ عصبانی»، «پپهٔ احساساتی» و «پپهٔ خندان» به نمایش کشیده شده‌است.
در سال ۲۰۱۰، شخصیت پپه به نمادی از جنبش راست‌گرای آلترناتیو بدل شد. در سال ۲۰۱۶ اتحادیه ضد افترا پپه را در پایگاه داده خود نماد نفرت شناسایی کرد، اما تأکید کرد که بیشتر کاربرد این شخصیت در راستای نفرت پراکنی نیست. از آن تاریخ، آفریننده شخصیت قورباغهٔ پپه ناخوشنودی خود را از کاربرد پپه به جای نمادی از نفرت نشان داده و در همین راستا از سازمان‌هایی نیز شکایت کرده‌است.
پپه در اعتراضات ۲۰۱۹ هنگ کنگ نماد آزادی و مقاومت معترضان شد. ناراضیان، به ویژه کودکان و نوجوانان، این شخصیت را به عنوان کاریکاتوری می‌بینند که هم جالب به نظر می‌رسد و هم اینکه دل بسیاری از جوانان را ربوده‌است. در واقع پپه نمادی از هم‌دلی جوانان در این جنبش است.

## پیدایش: بویز کلاب
در سال ۲۰۰۵، قورباغهٔ پپه توسط هنرمند و کاریکاتوریست آمریکایی مت فوری ساخته شد. استفاده از این شخصیت به عنوان یک میم اینترنتی، از کمیک بویز کلاب #۱ شروع شد.
در این کمیک قورباغهٔ پپه در حالی که شلوارش را تا قوزک پا پایین کشیده، در حال ادرار کردن است و تکیه کلام «چه حس خوبی داره» در آن به نمایش درآمده‌است.

## به عنوان یک میم اینترنتی
پپه در ابتدا در پست‌های وبلاگ مای‌اسپیس مورد استفاده قرار گرفت و به سرعت در انجمن‌ها و سایت‌های اینترنتی به یک شوخی درون گروهی تبدیل شد.
در سال ۲۰۱۴، تصاویر پپه در رسانه‌های اجتماعی توسط افراد مشهور مانند کیتی پری و نیکی میناژ به اشتراک گذاشته شد.

## مصادره توسط جنبش راست‌گرای آلترناتیو
در جریان انتخابات ریاست جمهوری سال ۲۰۱۶ ایالات متحده، این میم با تبلیغات دونالد ترامپ درهم تنیده شده بود. در اکتبر سال ۲۰۱۵، ترامپ نمایه‌ای از پپه شبیه به خود را همراه با ویدئویی با نام «شما نمی‌توانید جلوی ترامپ را بگیرید» در توییتر خود منتشر کرد.
در جریان انتخابات، سازمان‌های مختلف خبری گزارش‌های فراوانی از ارتباط این شخصیت با جنبش ملی‌گرایی سفید و راست افراطی می‌دادند.

### کِک
باطن‌گرایی کِکیسم، که همچنین فرقهٔ کِک هم نامیده می‌شود، یک مذهب تقلیدی است که قورباغهٔ پپه را پرستش می‌کنند. نام این مذهب ساختگی از شباهت به اصطلاح عامیانه برای خندیدن، «کک» سرچشمه می‌گرفت.

### کِکستان

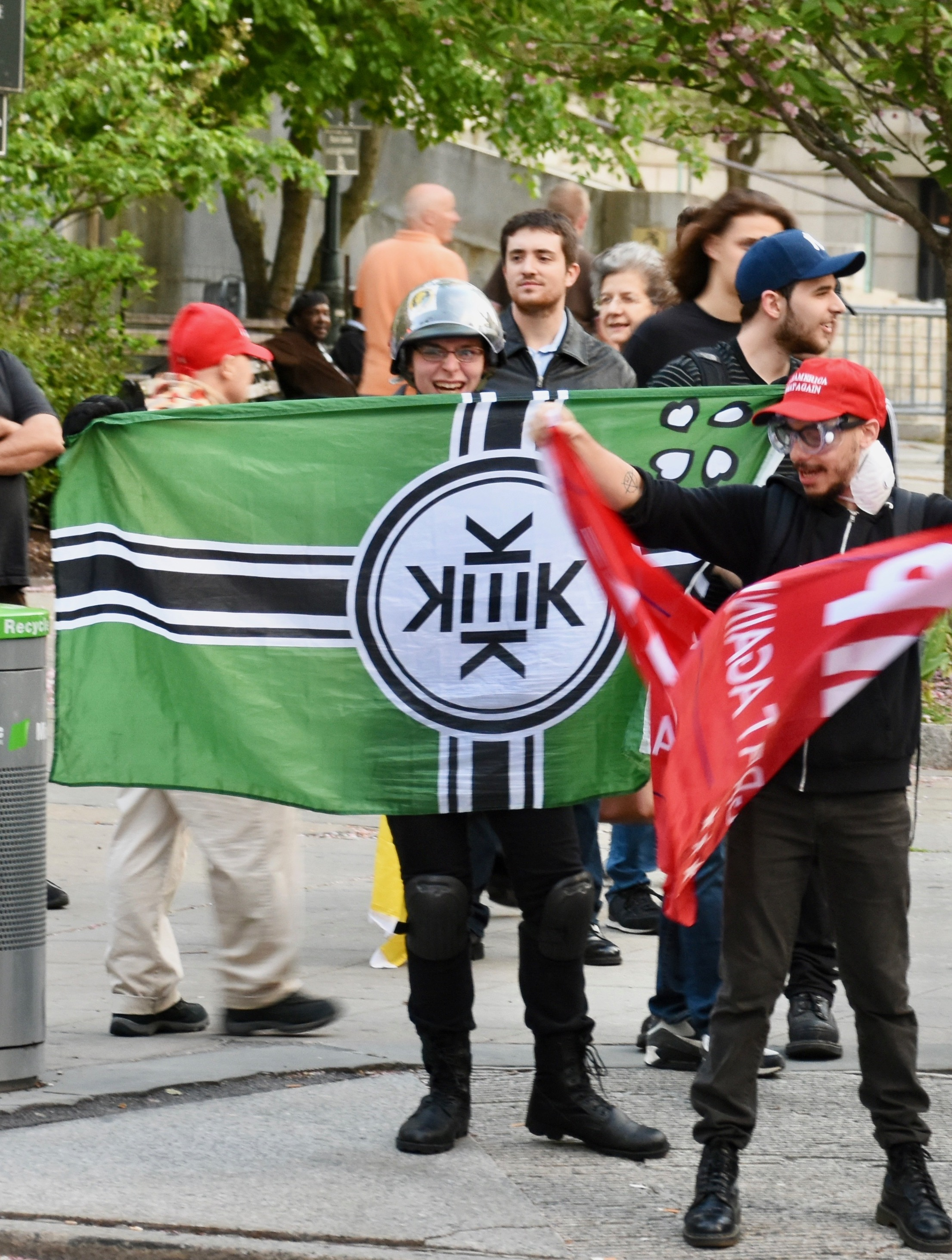
تظاهرکننده ای که پرچمی از ککستان را در دست دارد.

ککیستان کشوری افسانه‌ای است که توسط اعضای ۴چن ابداع شد و اکنون به یک میم سیاسی و جنبش آنلاین تبدیل شده‌است.

## استفاده در اعتراضات هنگ کنگ

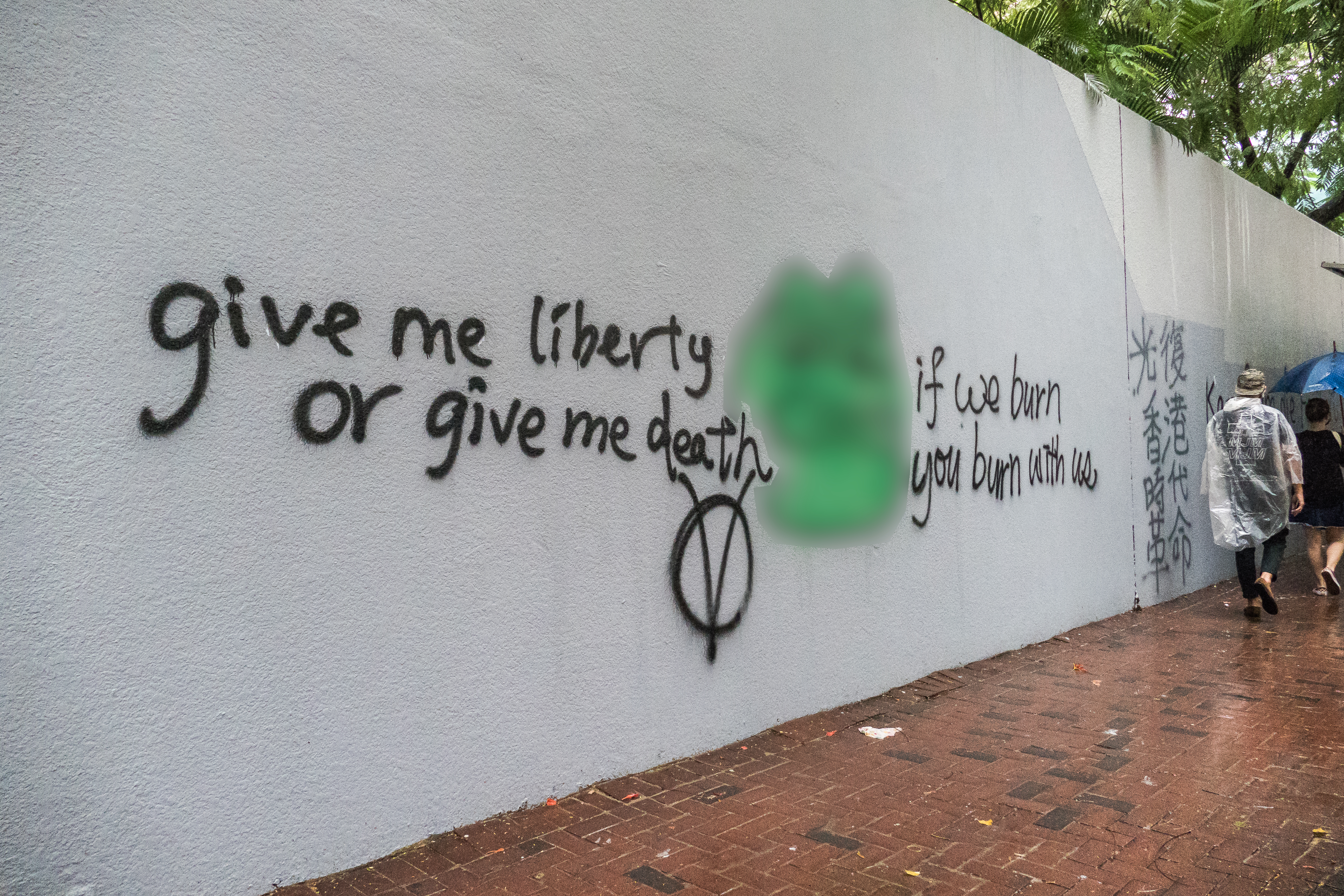
قورباغهٔ پپه در جریان اعتراضات هنگ کنگ در سال ۲۰۱۹ به سمبل مقاومت تبدیل شد.

تظاهرکنندگان در اعتراضات ۲۰۱۹–۲۰۲۰ هنگ کنگ، از پپه به عنوان «سمبل مقاومت» استفاده می‌کردند.
معترضین هنگ کنگ شروع به استفاده تصویر قورباغهٔ پپه به عنوان سمبل آزادی و مقاومت در برابر لایحه استرداد کردند. پس از آنکه یکی از چشمان زنی جوان توسط یک پرتابه پلیس آسیب دید، تصاویر جدیدی از قورباغهٔ پپه با چشم مجروح ابداع و کمپین اعتراضی جدیدی تحت عنوان «چشم برای چشم» به راه افتاد.

## مستند
مستند ساخته شده در سال ۲۰۲۰ با نام "چه حس خوبی داره "، داستان پیداش قورباغهٔ پپه و تبدیل آن به نماد راست افراطی، و تلاش‌های فوری خالق این شخصیت برای هدایت و استفاده شخصیت در مسیر درست را بازگو می‌کند.